# Konsenior
Konsenior – wyższy duchowny ewangelicki będący zastępcą seniora, stojącego na czele senioratu, zwanego często dystryktem (jednostki administracyjnej kościoła). Etymologia - senior łac. starszy, od senex stary) oraz com- w złożeniach: współ-, z (czym), razem, łącznie (-ny). 
W Polsce urząd konseniora pojawił się w okresie reformacji w Kościołach luterańskim, ewangelicko-reformowanym oraz braci czeskich. Najdłużej funkcjonował w Kościele Ewangelicko-Augsburskim. Został zniesiony po wprowadzeniu w 1991 r. Rozszerzonego Prawa Wewnętrznego. Obecnie obowiązki zastępców biskupów diecezjalnych (dawniej zwanych seniorami) pełnią diecezjalni radcy duchowni. W Kościele Ewangelicko-Reformowanym na podstawie Prawa Wewnętrznego z 1991 r. obowiązki zastępcy biskupa (dawniej konseniora) pełni radca duchowny konsystorza.